# MONSTERZ モンスターズ
『MONSTERZ モンスターズ』は、2014年5月30日公開の日本のアクション映画。2010年の韓国映画『超能力者』を原案とするリメイク作品であるが、オリジナル作品とは結末が異なる。

## キャッチコピー
- 人間を自由に操れる男。唯一、操れない男。（ティザーポスター版）
- 禁断のバトル、勃発。（本ポスター版）
- 生き残るのは、人間を操れる男か それとも唯一、操れない男か（本ポスター版）

## ストーリー
視界に入った人間すべてを意のままに操ることができる、恐るべき《操れる男》がいた。幼少時代に両親を能力で殺害してしまった彼は、必要な時だけ自身の能力を発揮して金銭を盗んで、自身の能力と世界を恨みながら孤独に静かに生きてきた。
しかし、そんな彼の前に、唯一自身の能力が効かない《操れない男》・田中 終一が現れる。交通事故に遭った終一は、全治4〜5か月の重症を負うが、驚異的な回復力を見せてわずか数日で退院する。
交通事故により失業してしまった終一は、事故の加害者であるギター修理会社の社長 雲井 繁に、慰謝料はいらないから雇ってほしいと頼み、ギター修理会社で働くことになる。
操れない上に幸せそうな終一を不快に思った《操れる男》は、雲井の誕生パーティーを襲撃して、親友のジュンや晃らを操って終一を殺害しようとし、操られた娘の叶絵によって雲井は窓から転落させられて亡くなる。終一は、幼少期に世話になっていた刑事 柴本 孝雄に、《操れない男》の存在を相談する。
ふたたび終一を襲撃してきた《操れる男》は、ガタイのいい男達を操って終一を追い詰めるが、光に弱いという弱点を突かれて終一に拘束されてしまう。警察に逮捕された《操れる男》だったが、刑事たちを操って拘束から逃れて終一に拳銃を突き付けるが、弱点である暗闇にされたことから警察署から逃亡。歩行者たちを操って、投げ落とされた赤ん坊を助けた終一に、花壇を投げ落としてトドメを刺して立ち去る。
警察は、《操れる男》と終一の2人を発砲事件の犯人として指名手配する。しかし、《操れる男》によって警察の捜査員たちの多くが、拳銃自殺を図ってしまう。

## キャスト
“男”
演 - 藤原竜也（少年期：佐藤詩音）
眼差しで他人を意のままに操ることのできる男で、その力を使えば使うほど体が壊死していく。それゆえ、田中の存在を知ったころにはすでに片足がなかった。本名は不明で、名前の最後が「也」であること以外は判明しなかった。幼いころに母からもらった大友克洋の漫画『AKIRA』を大切に持っている。
田中 終一（たなか しゅういち）
演 - 山田孝之（少年期：土師野隆之介）
“男”の力が唯一効かない男。驚異的な回復力を持つ。
雲井 叶絵（くもい かなえ）
演 - 石原さとみ
終一と恋に落ちる女性。
雲井 繁（くもい しげる）
演 - 田口トモロヲ
ギター店の店主。叶絵の父。
ジュン
演 - 落合モトキ
終一の同僚で友人。LGBT。
晃（あきら）
演 - 太賀
ジュンと同じく終一の同僚で友人。トレーディングカードマニア。
“男”の父
演 - 三浦誠己
特殊能力を持つ息子を恐れて、怪物と忌み嫌っていた。
押切 奈々（おしきり なな）
演 - 藤井美菜
警視庁の特別捜査官。
柴本 孝雄（しばもと たかお）
演 - 松重豊
刑事。終一の能力を知る人物。
“男”の母
演 - 木村多江
息子を庇い続けていたが、彼が夫を死に追いやり絶望する。
その他
- 終一を襲う格闘家 - 川尻達也
- 銀行強盗をさせられる男 - 森下能幸
- マッチョの半裸男 - 平山祐介
- 赤ちゃんの母親 - 松岡恵望子
- 終一を襲う格闘家 - 林田直樹

## スタッフ
- 監督：中田秀夫
- 脚本：渡辺雄介
- 音楽：川井憲次
- 原案：キム・ミンソク（韓国映画：『超能力者』）
- 製作：城朋子、久松猛朗、堀義貴、藤門浩之、柏木登、阿佐美弘恭、下田淳行、遠藤真郷
- エグゼクティブプロデューサー：奥田誠治
- 企画・プロデュース：佐藤貴博
- プロデューサー：下田淳行
- 撮影：林淳一郎
- 照明：磯野雅宏
- 美術：原田恭明
- 装飾：三浦伸一
- 録音：柿澤潔
- VFXスーパーバイザー：立石勝
- アクション監督：下村勇二
- 編集：青野直子
- 音響監督：柴崎憲治
- スクリプター：川野恵美
- スタイリスト：宮本まさ江
- ヘアメイク：宮内三千代
- 助監督：佐伯竜一
- 製作担当：星野友紀
- アソシエイトプロデューサー：北島直明
- ラインプロデューサー：及川義幸
- 配給：ワーナー・ブラザース映画
- 制作プロダクション：ツインズジャパン
- 企画・製作幹事：日本テレビ放送網
- 製作：「MONSTERZ」FILM PARTNERS（日本テレビ放送網、ワーナー・ブラザース映画、ホリプロ、讀賣テレビ放送、バップ、D.N.ドリームパートナーズ、ツインズジャパン、ジェイアール東日本企画、札幌テレビ放送、宮城テレビ放送、静岡第一テレビ、中京テレビ放送、広島テレビ放送、福岡放送）

## 楽曲
- Special Trailer Music - BOOM BOOM SATELLITES「ONLY BLOOD」

## 製作
製作が発表された時点での仮のタイトルは『MONSTER』だったが、主人公の2人の男がどちらも「怪物」であり、また複数形の「S」ではなく「Z」であるのは、2人の闘いと存在が「Z＝究極」であることも意味しており、さらに「Z」の文字を形成する並行する2本の直線と、それに交差する斜線から、交わるべきではなかった2人の男が出会ってしまう宿命を意味している。

## 封切り
全国327スクリーンで公開され、2014年5月31日、6月1日のオープニング週末2日間（公開初日の5月30日は除く）で興収1億9,441万1,950円、動員16万2,522人になり、映画観客動員ランキング（興行通信社調べ）で初登場第3位となった。

## 関連商品

### 書籍
- 『MONSTERZ モンスターズ』著：渡辺雄介、集英社文庫、2014年4月18日発売、ISBN 978-4-08-745179-5

### Blu-ray / DVD
- MONSTERZ モンスターズ（Blu-ray2枚組、バップ、2014年11月5日発売、VPXT-71349）
- MONSTERZ モンスターズ（DVD2枚組、バップ、2014年11月5日発売、VPBT-14342）

### CD
- Sound of MONSTERZ（バップ、2014年5月28日発売、VPCD-81805）